# Raz-B
Raz-B（1985年6月13日—），原名，是美國節奏藍調（R&B）樂團組合B2K的創組成員。据报道，2013年8月19日，當Raz-B在浙江省一夜店表演時，為制止台下衝突而被人惡意圍毆。Raz-B被人用酒瓶擊傷頭部，送院後昏迷。但后被证实报道不实，Raz-B本人只是嘴唇受伤。